# Буробокая белоглазка
Буробокая белоглазка (лат. Zosterops erythropleurus) — вид воробьиных птиц из семейства белоглазковых (Zosteropidae). Подвидов не выделяют.

## Распространение
Представители этого вида наиболее склонны к миграциям из всех белоглазковых. Они гнездятся в Маньчжурии, а затем летят на зимовку в центральные районы Китая, провинцию Юньнань и северную часть Юго-Восточной Азии.
Встречаются на территории России (Амурская область, Уссурийский край), на северо-востоке Китая, возможно, на севере КНДР, зимуют на юге Китая, в Мьянме, Таиланде, на северо-западе Вьетнама, в Лаосе и Камбодже. Предпочитают жить в лесах.
Гнездятся в тополевых, ольховых и ивовых лесах, зарослях и рощах, а зимует в лиственных и вечнозелёных лесах, обычно на высотах более 1000 м.

## Описание
Длина тела 10.5-11.5 см. Вес 10-13 г. Бока каштановые. Нижняя сторона тела беловатая. Основание клюва и нижняя челюсть могут быть розоватыми.

## Биология
Питаются насекомыми. Гнездятся на деревьях, в кладке 5-6 яиц.

## Охранный статус
МСОП присвоил виду охранный статус LC.